# Орао рибар
Орао рибар (лат. Pandion haliaetus), такође познат и под називима који потичу из енглеског језика морски јастреб, речни јастреб, оспри (osprey) и јастреб рибар, је дневна птица грабљивица која се храни рибом. Спада у веће птице грабљивице – дугачка је више од 60 cm, а распон крила је до 180 cm. Леђа и горња површина крила су углавном браон боје, док су груди и глава углавном сивксати.
Орао рибар настањује широк спектар станишта, и гнезди се на било којој локацији која се налази у близини веће водене површине која ће му обезбедити храну. Настањује све континенте Земље сем Антарктика, мада се у Јужној Америци среће само као птица селица и тамо се не гнезди.
Како му само име каже, орао рибар храни се скоро искључиво рибом. Поседује специјализоване физичке особине и јединствену тактику при хватању рибе. Због ових јединствених одлика, створен је посебан таксономски род – Pandion, и породица – Pandionidae. Обично се у ову породицу убрајају четири подврсте, од којих је једна недавно званично добила статус врсте. Иако се орао рибар увек гнезди у близини веће водене површине, не сврстава се у морске орлове.

## Таксономија и систематика
Оспри је био једна од многих врста које је описао Карл Лине у његовом делу из 18. века са насловом Systema Naturae. Он је ову врсту назвао Falco haliaeetus. Род Pandion је једини члан фамилије Pandionidae, и садржао је само једну врсту, осприја (P. haliaetus). Род Pandion је описао француски зоолог Мари Жил Сезар Савињи 1809. године.

## Опис
Орао рибар углавном има масу од 0,9–2,1 kg, дужине је између 50–66 cm и распон крила му је 127–180 cm. Са овим димензијама, орао рибар је величином сличан највећим припадницима родова Бутео (латински назив за обичног јастреба) и Соко. Подврсте су углавном сличних димензија, просечна маса птице је око 1,53 kg, код подврсте P. h. carolinensis износи 1,7 kg, док код P. h. cristatus износи 1,25 kg. Ширина крила је 38 до 52 cm, репа 16,5 до 24 cm, док је доњи део ноге птице (tarsus) 5,2–6,6 cm. Горње површине птице су тамне, сјајно браон боје, док су груди беле, понекад прошаране браон перјем. Део око ногу је чисто беле боје. Глава је бела, са тамном маском преко очију, која се протеже са обе стране врата. Дужице очију су златне или браон боје, док су заштитни капци ока бледоплаве боје. Кљун је црне боје, док су ноге птице беле са црним канџама. Кратак реп и дуга, уска крила са четири веома изражена пера на врховима, и петим мало краћим, дају птици препознатљив изглед.
Мушке и женске јединке су доста сличне, али се одрасли мужјак ипак може разликовати од женке по виткијем телу и ужим крилима. Полове је лако разликовати када се обе јединке налазе у гнезду са јајима или младунцима, али је далеко теже када се нека јединка посматра засебно.

## Распрострањеност и станиште
Орао рибар је друга најраспрострањенија птица грабљивица у свету, након сивог сокола. Среће се у целом свету, од екваторијалних области са тропском климом па све до области са поларном климом, уз изузетак Антарктика. У Северној Америци, орао рибар се гнезди од Аљаске и Њуфаундленда на северу па све до приобалног појаса око Мексичког залива и Флориде, а зимске месеце проводи у јужним пределима северноамеричког континента и у Јужној Америци, све до Аргентине. У летњем периоду може се срести широм Европе, и гнезди се северно све до Ирске, Скандинавије, Финске, Шкотске, Енглеске и Велса, али не и на Исланду. Зимске месеце проводи у северној Африци. У Аустралији орао рибар се већином гнезди у прибалним појасевима, и ретко се сели. Повремено посећује источну Викторију и Тасманију. Између најзападнијих станишта у Јужној Аустралији и најближих гнезда у Западаној Аустралији постоји „рупа“ ширине 1.000 km, која се поклапа са равницом Нуларбор. Настањује и нека од пацифичких острва – Бизмарков архипелаг, Соломонова Острва и Нову Каледонију, док су фосилни остаци одраслих јединки и младунаца пронађени на Тонги где је највероватније истребљен од стране људских досељеника. Могуће је да је у прошлости насељавао и острва Фиџи и Вануату. Зими посећује и јужну Азију, и југоисточну Азију од Мјанмара до Индокине и јужне Кине, Индонезије, Малезије и Филипина.

## Статус и конзервација
Орао рибар настањује огромно пространство – 9.670.000 km² само у Африци и Америкама, и процењује се да је број јединки у свету око 460.000. Мада се број јединки у свету не прати, сматра се да орао рибар није близу границе црвене листе по IUCN (односно, број јединки није опао за више од 30% у року од десет година, или три генерације), и због тога је сврстан у категорију нижег степена опасности. Постоје докази да број јединки опада у појединим регионима, као на пример у јужној Аустралији, где су локације око залива Спенсер и дуж обала реке Мари напуштене већ више деценија.
Крајем 19. и почетком 20. века, главна претња по популацију орлова рибара били су сакупљачи јаја и ловци на одрасле јединке који су такође масовно ловили и остале птице грабљивице. Популација јединки орлова рибара драстично се смањила током 1950-их и 1960-их, а сматра се да је број јединки драстично опао због утицаја на репродуктивни процес птица токсичних материја у инсектицидима који су се прекомерно употребљавали, попут ДДТ-а. Пестицид је утицао на калцијум у метаболизму птица, и због тога су љуске јаја биле веома танке, крхке, а јаја су често била неоплођена. Због забране употребе ДДТ-а и других токсичних инсектицида у пољопривреди 1970-их, као и због знатно смањеног лова, број орлова рибара, као и осталих птица грабљивица чији је број почео да опада, значајно се увећао. У јужној Аустралији, локације на којима се гнезде орлови рибари су угрожене нерегулисаном изградњом и местима за рекреацију.

## Галерија
- Глава орла рибара
- Мужјак и женка поред огромног гнезда
- Орлови у гнезду близу VAB у СЦ Кенеди
- Орао рибар у лету
- Хватање плена
- Јаја